# 라 니에타 엘레히다
《라 니에타 엘레히다》(스페인어: La nieta elegida)은 콜롬비아의 텔레노벨라이다. 2021년 9월 27일 RCN 텔레비시온에서 처음 방송되었다.

## 출연진
- 콘수엘로 루자르도 - 사라 롤단
- 프란체스카 에스테베즈 - 루이사 마요르가
- 카를로스 토레스 - 후안 에스테반 "후아네스" 오소르노
- 케파 아무카스테기 - 아우구스토 롤단
- 후안 파블로 감보아 - 니콜라스 롤단
- 제랄딘 지비치 - 마리아 콘수엘로 롤단
- 아드리아나 아랑고 - 로사 에스피노사
- 마르셀라 벤쥬메아 - 에스더
- 줄리엣 파르다우 - 비비안 롤단
- 세바스티안 오소리오 - 밀란 마요르가
- 스테파니아 두케 - 로라 롤단
- 카를로스 바에스 - 아드리안 알바라도
- 마리아 호세 카마초 - 파올라 알바라도
- 그레고리오 우르키호 - 루카스 알바라도
- 리카르도 베스가 - 플로렌티노 에스파테로
- 나이라 카스티요 - 루크레시아 빌라밀
- 마리암 카스타네다 - 엘비라 로아이자
- 아나 마리아 아랑고 - 페르페투아 바티스타
- 마리 비야레알 - 헬레나 이달고
- 실비아 데 디오스 - 다니엘라 크로게만
- 패트릭 델마스 - 게르만 오소르노
- 클라우디오 카타뇨 - 세르히오 롤단
- 세바스티안 보스칸
- 헥토르 가르시아 - 브라울리오 마요르가
- 마르갈리다 카스트로 - 에리카 브루너
- 크리스티나 캄푸자노 - 올리비아
- 올랜도 발렌수엘라 - 로베르토 알바라도
- 알레한드라 빌라파네 - 다이아나 카네도